# Iwao Yamazaki
Iwao Yamazaki (山崎 巌, Yamazaki Iwao) (16 septembre 1894 - 26 juin 1968) est un avocat, homme politique et ministre japonais. Son frère, Tatsunosuke Yamazaki, est également politicien et ministre, et son neveu, Heihachiro Yamazaki, est plus tard un membre important du parti libéral-démocrate.

## Biographie
Yamazaki est né à Ōkawa dans la préfecture de Fukuoka. Diplômé de la faculté de droit de l'université impériale de Tokyo en 1918, il entre ensuite au ministère de l'Intérieur. Il est plus tard transféré au ministère de la Santé, atteignant le poste de directeur des services sociaux. En 1938, il est nommé gouverneur de la préfecture de Shizuoka. Il retourne par la suite au ministre de l'Intérieur, et est directeur des travaux publics, puis de la sécurité publique. En 1940, il succède à Genki Abe comme surintendant-général de la police métropolitaine de Tokyo, le plus haut poste de l'administration policière. De 1942 à 1943, il est vice-ministre de l'Intérieur dans le gouvernement de Hideki Tōjō, et également de 1944 à 1945 dans le gouvernement de Kantarō Suzuki. En été 1944, il est assigné comme administrateur civil de l'île indonésienne de Bornéo, occupée par les Japonais, où il encourage une politique de japonisation des habitants locaux à travers l'éducation pour renforcer le soutien à l'effort de guerre du Japon.
Après la capitulation du Japon, Yamazaki est nommé ministre de l'Intérieur dans le gouvernement de Naruhiko Higashikuni. Durant son mandat, il tente d'interdire la publication de photographies montrant l'empereur Hirohito en compagnie du général Douglas MacArthur, au motif que cela est dégradant pour sa dignité impériale. Cette action met bien sûr en colère les forces d'occupation américaines qui tentent de représenter Hirohito sous des allures « humaines ». 
Il est fortement opposé à la décision des autorités d'occupation de libérer les prisonniers politiques emprisonnés en vertu des lois de préservation de la paix en déclarant au Japan Times le 4 octobre 1945 que quiconque préconise des changements dans la structure politique actuelle, ou sur le statut de l'empereur, est un communiste qui doit être arrêté.
Il démissionne avec le reste du cabinet en protestation de l'abrogation des lois de préservation de la paix le 9 octobre 1945 et est immédiatement placé sur la liste de purge de ceux qui sont bannis de l'administration publique.
Après l'occupation, Yamazaki est élu à la chambre des représentants du Japon lors des élections législatives japonaises de 1952 au nom du parti libéral. Durant le débat sur l'adoption de la constitution du Japon d'après-guerre, il envisage publiquement qu'il serait mieux que le Japon devient un protectorat des États-Unis.
Yamazaki est associé avec l'aile politique conservatrice du parti après qu'il est devenu le parti libéral-démocrate et est l'un des chefs de la faction menée par Mitsujiro Ishii. Il est président du comité de budget en 1957. En 1960, il est nommé au cabinet du Premier ministre Hayato Ikeda comme ministre des Affaires intérieures. Yamazaki sert également comme président de la commission nationale de sécurité publique (en). Il est forcé de démissionner après l'assassinat d'Inejirō Asanuma, président du parti socialiste japonais durant un discours télévisé.
Yamazaki se retire peu après de la vie publique et meurt en 1968 à 73 ans.